# Пандан полезный
Панда́н поле́зный (лат. Pandanus utilis) — вид деревьев семейства Пандановые, в естественных условиях встречается на Мадагаскаре и Маврикии, успешно выращивается в садах Пуэрто-Рико, Флориды и Калифорнии. Плоды съедобны.

## Биологическое описание
Пандан полезный — вечнозелёное дерево с линейными длинными остроконечными листьями. Как и у других видов Пандана они снабжены стеблеохватывающими влагалищами и располагаются на стебле винтообразно в три-четыре ряда. При соприкосновении с ними у людей возможна аллергическая реакция в виде раздражения кожи.